# Магический Планшет
Магический планшет (англ. Zeke's Pad)  —  анимационный сериал, созданный Bardel Entertainment, Flying Bark Productions и Leaping Lizard Productions в сотрудничестве с Seven Network и YTV. Сериал транслировался по YTV в Канаде и по Nickelodeon в США по субботам в семь вечера. Сюжет повествует о четырнадцатилетнем скейтбордисте и художнике по имени Зик, который обладает волшебным планшетом, с помощью которого можно оживить всё, что в нём будет нарисовано. 

## Сюжет
Зик Палмер – одарённый богатым воображением художник и скейтбордист, который живёт в окружении странной  и немного придурковатой семьи. Его планшет – это многофункциональный электронный гаджет, который является мобильным телефоном, КПК, GPS-навигатором, MP3 плеером и планшетом для рисования одновременно. Планшет Зика имеет единственный в своём роде сбой: всё, что на нём нарисуют, становится реальным. Будучи творческой натурой, Зик постоянно рисует и оживляет свои творения.

## Персонажи
Зик (Иезекииель) Палмер (англ. Zeke (Iezekiil) Palmer) —  талантливый и креативный четырнадцатилетний художник и скейтбордист. Он упрямый, ветреный и немного странноватый. Кроме того, он любит рисковать. Он всегда с энтузиазмом пытается воплотить в жизнь свои идеи, но редко задумывается о последствиях. Озвучивает Майкл Адамтуэйт.
Джей (Джейден) Фриттер (англ. Jay (Jayden) Fritter) — лучший друг Зика. Его познания в компьютерных технологиях и мастерское отношение с техникой всегда помогают Зику выбраться из различных передряг. Также он единственный, кто знает о волшебной силе планшета. Озвучивает Тим Хэмагучи.
Рейчел Палмер (англ. Rachel Palmer) — надоедливая сестра Зика, королева драмы, превращающая каждую фразу в захватывающий монолог, что объясняется её любовью к театру. Озвучивает Чайара Зэнни.
Айк (Айзек) Палмер (англ. Ike (Isacc) Palmer)  — семнадцатилетний брат Зика, спортсмен, помешанный на тренировках. Он пробует одну диету и странное упражнение за другим, дабы достичь пика своей физической формы. Озвучивает Тревор Диволл.
Айда Палмер (англ. Ida Palmer) — мать Зика. Преуспевает во всём, будь то необходимость найти виновного в семейной перепалке или проведение генеральной уборки по всему дому. Порядок и организованность во всём — её приоритет. Озвучивает Табита Сен-Жермен. 
Эвнин Палмер (англ. Awnin Palmer) — отец Зика. Любит две вещи: музыку и свою жену Айду. Он проводит всё своё время, сочиняя музыку. Остальное же зависит от Айды. Озвучивает Тревор Диволл. 
Максин Маркс (англ. Maxine Marx) — красивая, умная и спортивная девушка, которая является тайной любовью Зика, несмотря на их непохожие характеры. Старая поговорка «противоположности притягиваются» как никогда подходит Максин и Зику. Озвучивает Табита Сен-Жермен.